# Rashard Lewis
Rashard Quovon Lewis (Pineville, Louisiana, 8. kolovoza 1979.) američki je profesionalni košarkaš. Igra na poziciji niskog krila, a može igarti i krilnog centra. Trenutačno je član NBA momčadi Orlando Magica. Izabran je u 2. krugu (32. ukupno) NBA drafta 1998. od strane Seattle SuperSonicsa.

## NBA

### Seattle SuperSonics
Unatoč ponudama brojnih sveučilišta, Lewis se odlučio prijaviti na NBA draft 1998. Izabran je kao 32. izbor od strane Seattle SuperSonicsa. Imao je solidnu karijeru i izborio je nastup na dvije All-Star utakmice 2005. i 2009. 2001. godine izabran je za sudjelovanje na Godwill Games kao član reprezentacije SAD-a gdje su osvojili zlatnu medalju. Lewis drži rekord franšize Sonicsa po broju postignutih trica s 918.

### Orlando Magic
Nakon devet odigranih sezona sa Sonicsima, Lewis se pridružio Orlandu. Potpisao je šestogodišnji ugovor s Magicsima vrijedan 118 milijuna američkih dolara. Prvu sezonu s Magicsima Lewis je odigrao na poziciji krilnog centra ali to nije nimalo utjecalo na njegov postotak s linije tri poena. Bio je ključan igrač momčadi Magicsa u doigravanju pogotovo u drugom krugu i utakmici s Pistonsima u kojoj je postigao 33 poena. Doigravanje je završio kao najbolji strijelac Magicsa i ostvario je najbolje brojke u poenima, skokovima i asistencijama. Tijekom sezone 2008./09. Lewis je bio drugi strijelac Magicsa i igrao je fantastično. Time je i izborio nastup na All-Star utakmici 2009. Tijekom doigravanja 2009. Lewis je pogodio pobjednički šut u utakmici finala Istočne konferencije protiv Cleveland Cavaliersa. Poslije utakmice tvrdio je da mu je to bio najvažniji šut u karijeri. Magicsi su dobili tu seriju i kasnije izgubili u NBA finalu od Los Angeles Lakersa rezultatom 4-1. Tijekom svoje 10-godišnje karijere Lewis ima prosjek od 16.8 poena. Najveći prosjek poena od 22.4 poena imao je u sezoni 2006./07. U predsezoni 2009., Lewis suspendiran je od strane NBA lige nakon što je pao na doping testu. Zbog toga će propustit prvih deset utakmica nove sezone što je kazna koju igrač dobiva za prvi prekršaj ovakvog tipa. Lewis je prema vlastitim riječima posve slučajno konzumirao prehrambeno sredstvo koje u svom kemijskom sastavu sadrži element testosterona.

## NBA statistika

### Regularni dio
| Godina    | Klub    | Odig. uta. | Uta. poč. | Min. | 2P%  | 3P%  | Sl. bac.% | Skok. | Asist. | Ukr. lop. | Blok. | Poena |
| --------- | ------- | ---------- | --------- | ---- | ---- | ---- | --------- | ----- | ------ | --------- | ----- | ----- |
| 1998./99. | Seattle | 20         | 7         | 7.3  | .365 | .167 | .571      | 1.3   | .2     | .4        | .1    | 2.4   |
| 1999./00. | Seattle | 82         | 8         | 19.2 | .486 | .333 | .683      | 4.1   | .9     | .8        | .4    | 8.2   |
| 2000./01. | Seattle | 78         | 78        | 34.9 | .480 | .432 | .826      | 6.9   | 1.6    | 1.2       | .6    | 14.8  |
| 2001./02. | Seattle | 71         | 70        | 36.4 | .468 | .389 | .810      | 7.0   | 1.7    | 1.5       | .6    | 16.8  |
| 2002./03. | Seattle | 77         | 77        | 39.5 | .452 | .346 | .820      | 6.5   | 1.7    | 1.3       | .4    | 18.1  |
| 2003./04. | Seattle | 80         | 80        | 36.6 | .435 | .376 | .763      | 6.5   | 2.2    | 1.2       | .7    | 17.8  |
| 2004./05. | Seattle | 71         | 71        | 38.0 | .462 | .400 | .777      | 5.5   | 1.3    | 1.1       | .9    | 20.5  |
| 2005./06. | Seattle | 78         | 77        | 36.9 | .467 | .384 | .818      | 5.0   | 2.3    | 1.3       | .6    | 20.1  |
| 2006./07. | Seattle | 60         | 60        | 39.1 | .461 | .390 | .841      | 6.6   | 2.4    | 1.1       | .6    | 22.4  |
| 2007./08. | Orlando | 81         | 81        | 38.0 | .455 | .409 | .838      | 5.4   | 2.4    | 1.2       | .5    | 18.2  |
| 2008./09. | Orlando | 79         | 79        | 36.2 | .439 | .397 | .836      | 5.7   | 2.6    | 1.0       | .6    | 17.7  |
| Ukupno    |         | 761        | 672       | 34.6 | .459 | .393 | .807      | 5.8   | 1.9    | 1.1       | .5    | 16.9  |
| All-Star  |         | 2          | 0         | 17.5 | .308 | .167 | .500      | 5.0   | 0.5    | 0.5       | 0.0   | 5.0   |

### Doigravanje
| Godina    | Klub    | Odig. uta. | Uta. poč. | Min. | 2P%  | 3P%  | Sl. bac.% | Skok. | Asist. | Ukr. lop. | Blok. | Poena |
| --------- | ------- | ---------- | --------- | ---- | ---- | ---- | --------- | ----- | ------ | --------- | ----- | ----- |
| 1999./00. | Seattle | 5          | 5         | 31.4 | .441 | .474 | .800      | 6.2   | .6     | 1.0       | .6    | 15.4  |
| 2001./02. | Seattle | 3          | 2         | 26.3 | .375 | .167 | 1.000     | 3.7   | .7     | .3        | .0    | 12.7  |
| 2004./05. | Seattle | 8          | 8         | 39.0 | .406 | .200 | .880      | 5.4   | 1.6    | .4        | .4    | 16.9  |
| 2007./08. | Orlando | 10         | 10        | 41.7 | .436 | .309 | .821      | 7.2   | 3.4    | 1.1       | .5    | 19.5  |
| 2008./09. | Orlando | 17         | 17        | 40.7 | .468 | .397 | .836      | 5.8   | 2.8    | .8        | .6    | 19.7  |
| Ukupno    |         | 26         | 25        | 37.1 | .422 | .305 | .861      | 6.0   | 2.0    | .8        | .4    | 17.1  |

## Vanjske poveznice
- Službena stranica  Arhivirana inačica izvorne stranice od 10. listopada 2016. (Wayback Machine)
- Profil na NBA.com
- Profil  Arhivirana inačica izvorne stranice od 11. travnja 2012. (Wayback Machine) na Basketball-Reference.com